# Ronald MacDonald (évêque)
Pour les articles homonymes, voir Ronald MacDonald et MacDonald.
Ronald MacDonald (né le 2 juin 1835 et décédé le 16 septembre 1912) était un prélat de l'Église catholique. Il fut évêque du diocèse de Harbour Grace à Terre-Neuve de 1881 à 1906. En 1906, il fut nommé archevêque titulaire de Gortyne (de).

## Biographie
Ronald MacDonald est né le 2 juin 1835 en Nouvelle-Écosse. Il fut ordonné prêtre le 2 octobre 1859 pour le diocèse d'Antigonish en Nouvelle-Écosse. Le 24 mai 1881, il fut nommé évêque du diocèse de Harbour Fall à Terre-Neuve. Le 21 août de la même année, il est consacré évêque par John Cameron avec comme co-consécrateurs John Sweeny (en) et James Rogers (en). Il démissionna le 3 septembre 1906 et fut nommé archevêque titulaire de Gortyne (de). Il décéda le 17 septembre 1912 à Montréal au Québec.